# Aprassia

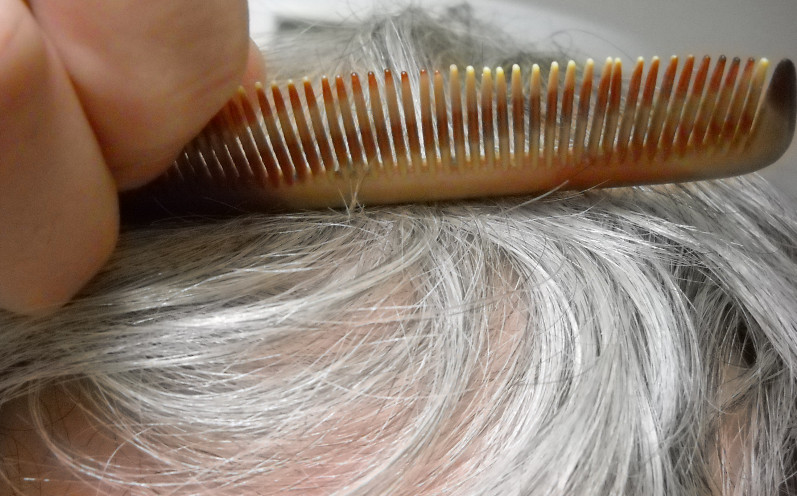

L'aprassia (dal greco a- prefisso di negazione, e praxía fare, quindi incapacità di fare) è un disturbo neuropsicologico del movimento volontario, definito come l'incapacità di compiere gesti coordinati e diretti a un determinato fine, sebbene siano mantenute inalterate la volontà del soggetto e la sua capacità motoria (un’aprassia tipica è non riuscire ad allacciarsi le scarpe o a farsi il nodo alla cravatta). Come in molte malattie neurologiche, le persone affette da tale disturbo in genere non sanno di esserlo.

## Esami
I test cognitivi per valutare la presenza di aprassia sono di carattere pratico, per esempio può essere richiesto verbalmente di eseguire semplici gesti, sia dotati di significato (per esempio fare ciao con la mano, fare il saluto militare, protrudere la lingua come a leccarsi le labbra, soffiare, schioccare le dita, fare il gesto di "OK") sia privi di senso. Se si sospetta che l'aprassia sia accompagnata, come spesso avviene, da afasia (disturbo che può compromettere la comprensione verbale), non si può fare affidamento sulla modalità verbale per le richieste, ma piuttosto la prova si baserà sull'imitazione di gesti compiuti dall'esaminatore. Altro test è la dimostrazione dell'uso di singoli oggetti comuni (ad esempio delle forbici), sia dati in mano al paziente (presentazione tattile) sia solamente presentati visivamente o verbalmente, nei quali casi il paziente esegue una pantomima dell'uso dell'oggetto. Un altro test ancora riguarda l'uso coordinato e sequenziale di più oggetti, per esempio l'azione di preparare il caffè o accendere una candela.
Per escludere che si tratti di ipostenia si osservano i vari muscoli impegnati nell'azione scelta nel loro insieme. Anamnesi condotta anche a membri del nucleo familiare o pareri di fisioterapisti possono aiutare per definire un'esatta diagnosi. Tomografia computerizzata e risonanza magnetica dimostrano utilità in quanto definiscono con esattezza la natura della lesione causa del disturbo.

### Test completo per la ricerca di un'aprassia
In seguito a lesione cerebrale non sempre i deficit sono manifesti oppure in seguito a recupero spontaneo spesso permangono alcune carenze, rilevabili solamente attraverso test specifici. 
Per una valutazione corretta è importante escludere tutti i deficit non cognitivi di cui sopra e quei deficit che potrebbero compromettere le capacità psichiche e/o sensoriali del paziente (demenze, disturbi psichiatrici importanti, cecità, sordità ecc) e assicurarsi la collaborazione del paziente.
1. Gesti transitivi: manipolazione concreta di oggetti
  - in un'attività semplice: usare un pettine, uno spazzolino da denti, un fiammifero, una spilla
  - in un'attività complessa: accendere una candela con una scatola di fiammiferi, confezionare un pacco
2. Gesti intransitivi: gesti che non comportano l'utilizzo di oggetti (su ordine e su imitazione)
  - simbolici: segno della croce, saluto militare, dire addio
  - mimati: stirare, piantare un chiodo, lavarsi i denti
  - arbitrari imitati: le dita incrociate, a formare un 8
3. Esecuzione di sequenze arbitrarie: battere la mano pugno, palmo, taglio, pugno, palmo, taglio. Esecuzione di gesti contrastanti: colpo forte - colpo debole
4. Attività grafiche e costruttive
  - scrittura spontanea e dettato
  - disegno spontaneo e copiato di un triangolo, di una margherita, di una casa, di un cubo
  - riproduzione di figure geometriche con l'utilizzo di stuzzicadenti, utilizzare un Lego
  - riproduzione di sequenze grafiche (linea, punto, curva, linea, punto, curva)
5. Esame dell'abbigliamento: indossare giacca e pantaloni, fare il nodo alla cravatta

## Forme cliniche
In base al livello di elaborazione dell'atto motorio, si distingue:
L'aprassia ideativa (AI), in cui la disfunzione è nel processo di rappresentazione mentale del gesto o sequenza di movimenti da compiere. Sembra causata da una lesione del crocicchio temporo-parieto-occipitale dell'emisfero di sinistra. Nelle prove d'uso di oggetti si osservano frequenti errori di omissione, uso erroneo, errata localizzazione, goffaggine, perplessità e errori di sequenza.
L'aprassia ideomotoria (AIM), in cui la disfunzione si verifica nel processo di traduzione del gesto dotato di significato in programma motorio per i singoli gruppi muscolari. La lesione riguarda in genere l'emisfero cerebrale sinistro, in particolare una lesione del lobo parietale causa più di frequente AIM anche grave, rispetto a una lesione frontale dell'area premotoria laterale. Una lesione del corpo calloso può causare AIM degli arti omolaterali all'emisfero dominante. Le difficoltà nelle prove di imitazione mettono in risalto l'AIM in quanto l'idea del gesto è fornita dallo sperimentatore, quindi non c'è AI.
L'aprassia acrocinetica (AAC) comporta: Lesioni nelle aree premotorie, conservata ideazione, mancanza di fluidità, lentezza e goffaggine, difficoltà di passare in modo sincrono ed organizzato dalla contrazione di un muscolo al successivo rilassamento. In questo tipo di aprassia sono colpiti sia i movimenti spontanei, che quelli volontari, ci sono difficoltà che aumentano in base alla complessità del compito, ma non variano in base alla tipologia di oggetto  o su imitazione.
L'aprassia costruttiva - è caratterizzata dall'incapacità, in seguito a lesione cerebrale, di produrre correttamente costruzioni tridimensionali o disegni bidimensionali, sia a memoria che su imitazione. Può conseguire sia a lesioni cerebrali sinistre che destre. Di solito, quando la lesione interessa la parte sinistra dell'encefalo il soggetto tende a semplificare il disegno e rimpicciolirlo; quando ci sono lesioni destre, nel disegno si osserva grave disorganizzazione spaziale e perdita di dettagli nella parte sinistra. L'aprassia costruttiva può dipendere da deficit a carico dei sistemi di analisi visuo-spaziale (lobo parietale destro), di pianificazione e monitoraggio dell'azione (lobi frontali), di sensibilità tattile e propriocettiva, di memoria semantica.
L'aprassia motoria: disorganizzazione del movimento assimilabile ai disturbi motori elementari caratterizzata da una riduzione della spontaneità motoria e da forme di prensione (lesione frontale) ed evitamento (parietale) osservate nell'emicorpo controlaterale alla lesione.
L'aprassia dinamica: è caratterizzata dalla presenza di perseverazioni ed incapacità a sottoporre l'azione ad un progetto motorio. Evidenziata da difficoltà nel punto 3 del test. L'insieme di queste difficoltà indica un'alterazione del controllo esercitata sul gesto dai lobi frontali. In caso di lesioni bilaterali infatti la gravità aumenta.
In base al sistema effettore coinvolto, si distingue:
L'aprassia degli arti è la forma più studiata in quanto ha un impatto maggiore sulla qualità della vita.
L'aprassia orale (o bucco-facciale) si associa in genere a una lesione degli opercoli frontale e centrale e della porzione anteriore dell'insula.
L'aprassia del tronco. Di quest'ultima forma è ancora dibattuta la specificità.

## Prognosi
Da alcune stime risulta che circa metà dei pazienti con AI migliora spontaneamente a un mese dall'insorgenza del disturbo, ma comunque un buon 20% dei pazienti rimane aprassico. L'aprassia può causare una diminuzione dell'autonomia in varie attività quotidiane, come vestirsi, lavarsi, alimentarsi, ecc.